# La Bandera
La Bandera is een Franse dramafilm uit 1935 onder regie van Julien Duvivier.

## Verhaal
Wanneer de Fransman Pierre Gilieth een moord pleegt in Parijs, vlucht hij naar Barcelona. Hij sluit er zich aan bij het Spaanse legioen en leert daar Marcel Mulot en Fernando Lucas kennen.

## Rolverdeling
| Acteur              | Personage              |
| ------------------- | ---------------------- |
| Annabella           | Aischa la Slaoui       |
| Jean Gabin          | Pierre Gilieth         |
| Robert Le Vigan     | Fernando Lucas         |
| Raymond Aimos       | Marcel Mulot           |
| Pierre Renoir       | Kapitein Weller        |
| Gaston Modot        | Legionair Muller       |
| Margo Lion          | Bonenstaak             |
| Charles Granval     | Man uit Segovia        |
| Reine Paulet        | Rosita                 |
| Viviane Romance     | Meisje uit Barcelona   |
| Jesús Castro Blanco | Sergeant               |
| Robert Ozanne       | Getatoeëerde legionair |
| Maurice Lagrenée    | Siméon                 |
| Louis Florencie     | Gorlier                |
| Noël Roquevert      | Sergeant in de trein   |